# Wędrowiec z tundry
Wędrowiec z tundry (jap. 凍土の旅人 Tōdo no tabibito) – antologia mang autorstwa Jirō Taniguchiego, wydana 30 listopada 2004 przez wydawnictwo Shōgakukan. Polski przekład ukazał się 10 października 2008 nakładem wydawnictwa Hanami.
Publikacja składa się z sześciu opowiadań, które skupiają się głównie na ludziach i ich życiu codziennym, a także na interakcjach bohaterów z otaczającym ich światem, w szczególności z przyrodą.

## Lista rozdziałów
- Wędrowiec z tundry
- Biały zew
- W góry
- Wyspa Kaiyose
- Shōkarō
- Powrót do morza

## Odbiór
W 2008 roku manga była nominowana do nagrody Eisnera.